# أشمان كماتشال (كياشهر)
أشمان کماتشال (بالفارسية: اشمان کماچال) هي قرية تقع في إيران في قسم کیاشهر الريفي. يقدر عدد سكانها بـ 304 نسمة بحسب إحصاء 2016.